# Rozhledna Szarcula
Rozhledna Szarcula, polsky Wieża widokowa Szarcula, Punk widokowy Szarcula nebo Mini-wieża widokowa na Szarculi, je nízká dřevěná rozhledna/vyhlídka s nosnou příhradovou konstrukcí. Nachází se ve svahu pod vrcholem hory Szarcula pod skalním útvarem Dorkowa Skała, poblíž silnice a přírodní rezervace Rezerwat Przyrody Wisła, na masivu hory Barania Góra v krajinném parku Park Krajobrazowy Beskidu Śląskiego ve Slezských Beskydech v jižním Polsku. Rozhledna patří k městu Visla v okrese Těšín ve Slezském vojvodství. Rozhledna je zastřešená a výstup na ní je po žebříku. Výhled je směrem na Jezioro Czerniańskie a přilehlé hory. Místo je celoročně volně přístupné a to nejlépe z blízkého průsmyku Szarcula. K rozhledně vedou odbočky z cyklotrasy a turistické trasy Szlak Habsburgów nebo Główny Szlak Beskidzki.

## Galerie

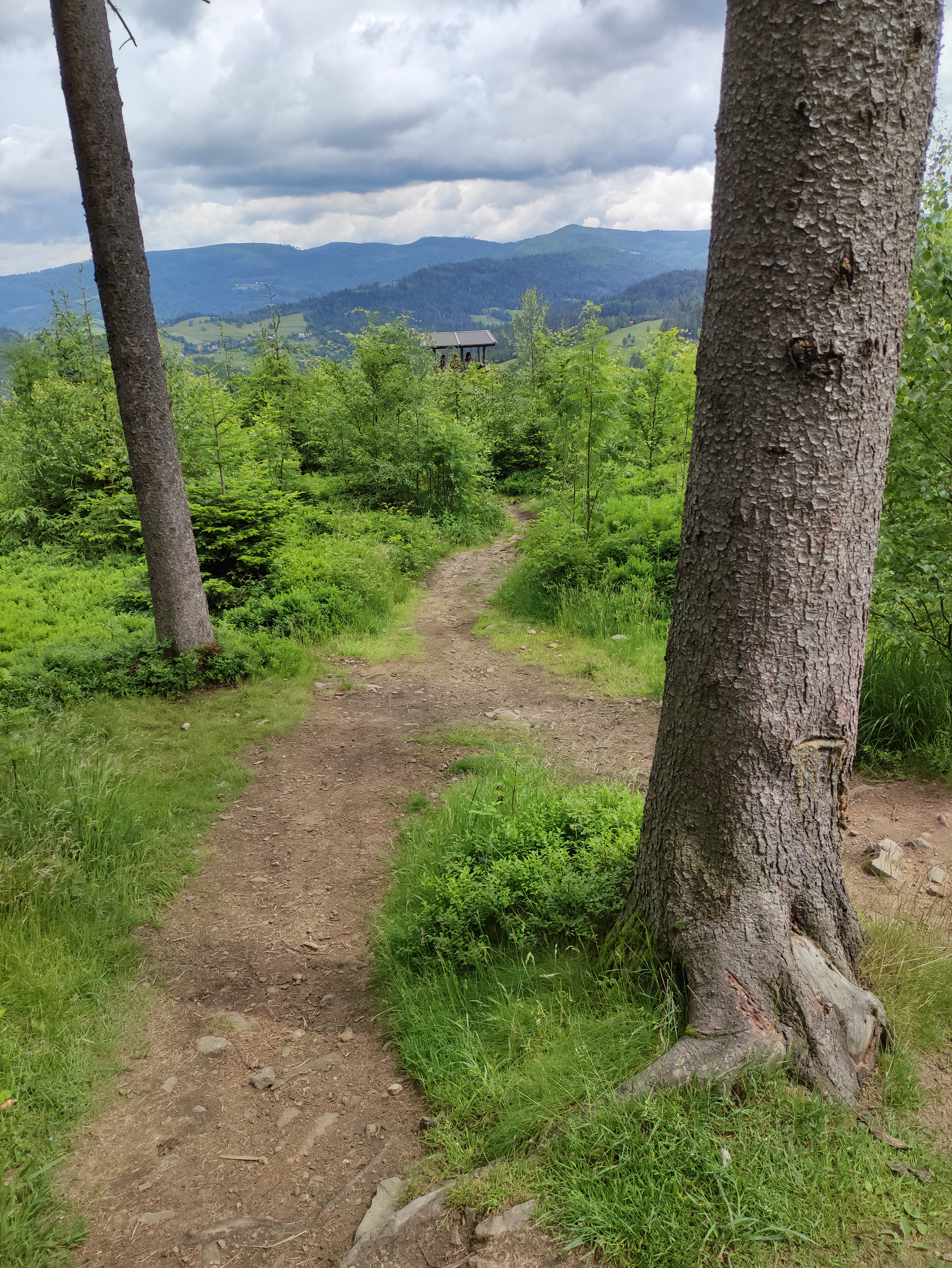
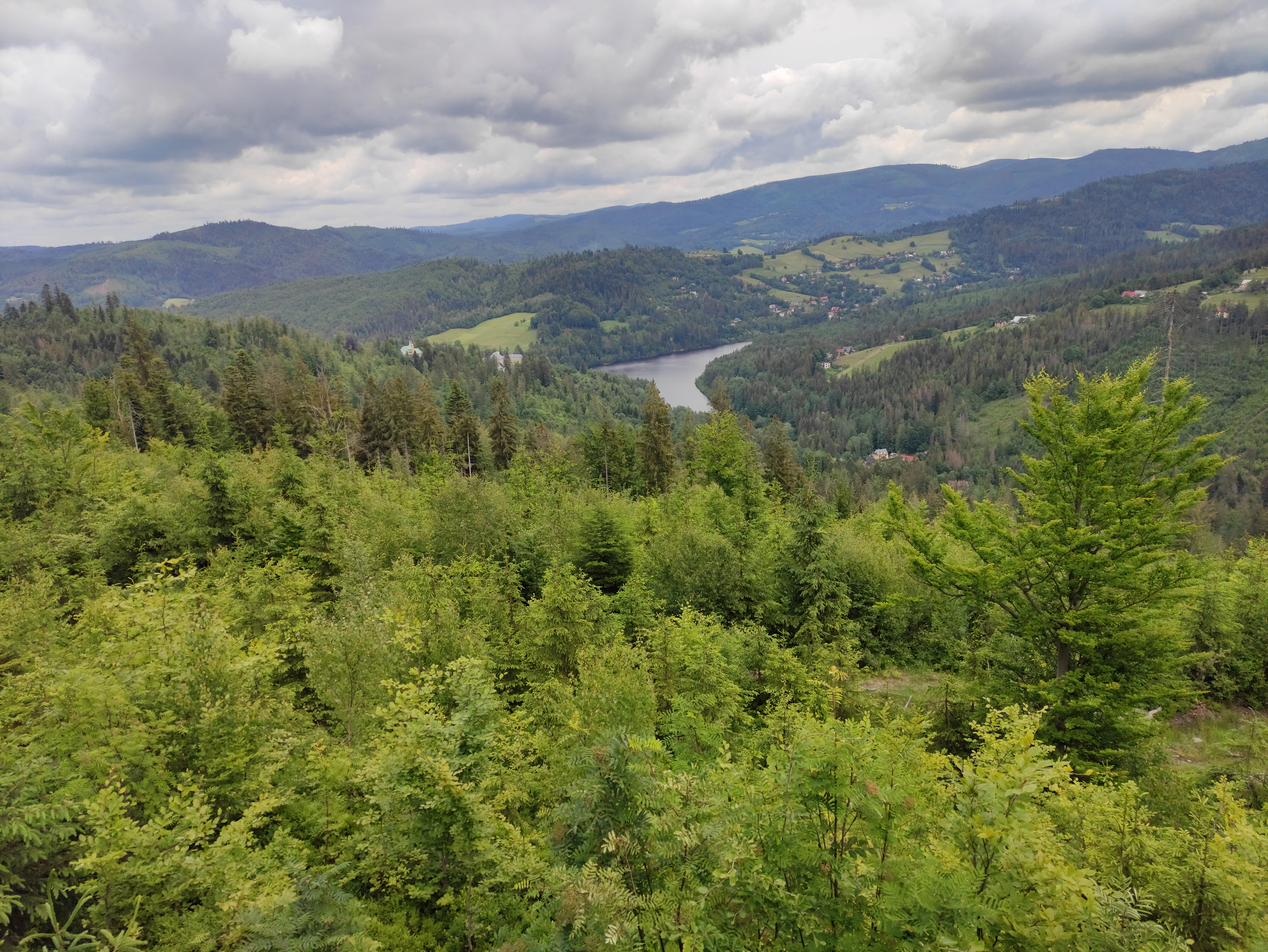